# Falmouth Docks

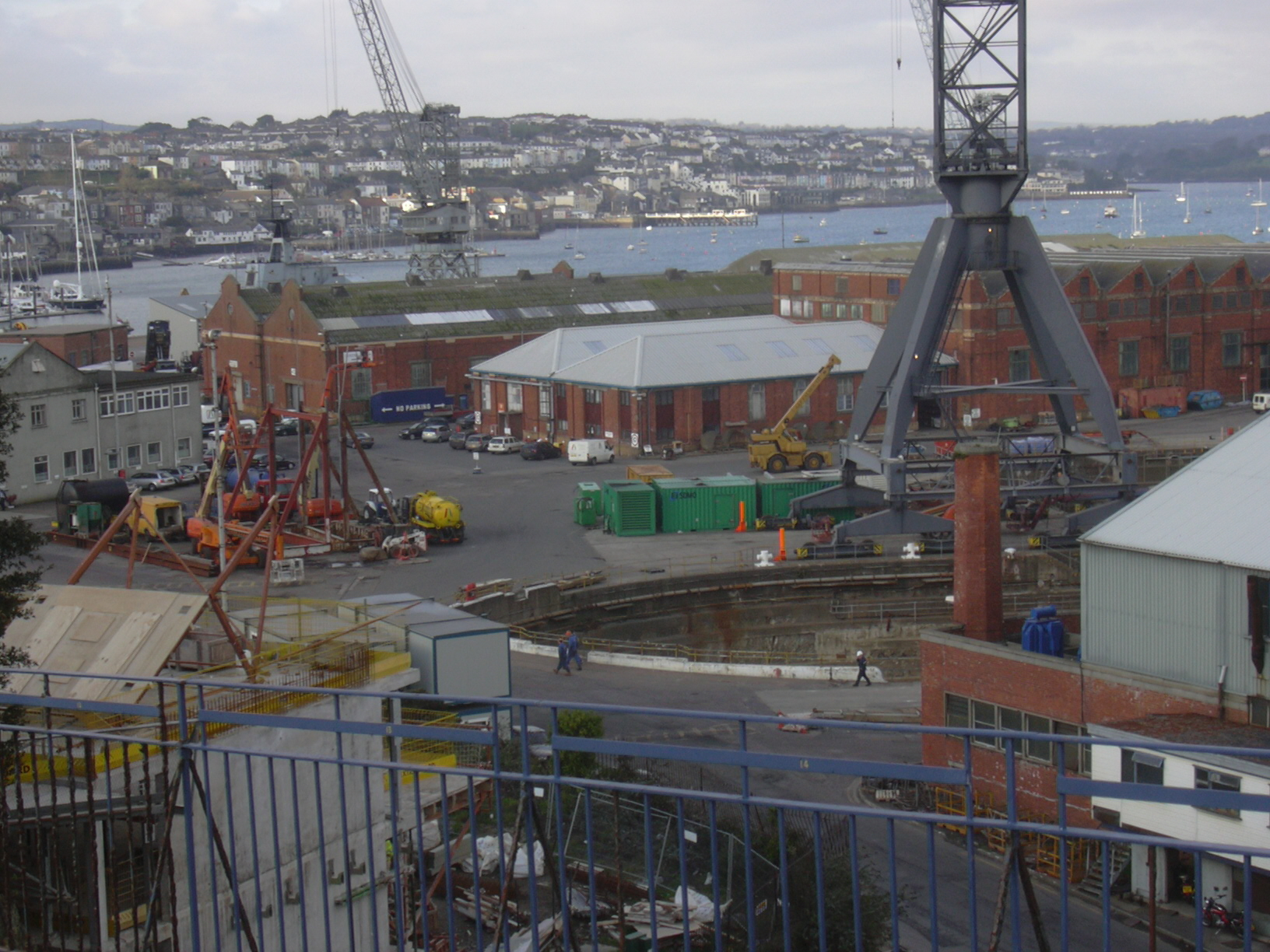
Blick auf das Werftgelände

Die Falmouth Docks & Engineering Company, kurz Falmouth Docks, war der Hafenwirtschaftsbetrieb des Hafens von Falmouth. Er betrieb eine Werft mit vier Trockendocks und die Pieranlagen für den Warenumschlag und die Lagerung bzw. den Weitertransport. Das Unternehmen wurde 1858 gegründet. Das erste Trockendock der Werft nahm 1861 seinen Betrieb auf, die zum Unternehmen gehörige Cornwall Railway folgte im Jahre 1863.
1865 wurde ein Abkommen mit der peruanischen Regierung geschlossen, welches den Guano-Import über Falmouth regelte. Um der Nachfrage in diesem über Jahre lukrativem Handel gerecht zu werden, wurden zusätzliche Lagerhäuser errichtet. Ab 1870 wurden für einige Jahre größere Mengen an Porzellanerde und Eisen exportiert, bevor die direktere Bahnlinie nach Fowey den Export dorthin verlagerte. Seit 1908 wurde das Unternehmen durch Public Works Loan Commissioner als Werftbetrieb geführt. Ab 1918 übernahm die Londoner Firma R & H Green & Silley Weir Ltd. die Werft und fügte den inzwischen zwei Trockendocks zwei weitere hinzu. Zusammen mit dem Schiffsreparaturbetrieb Silley, Cox & Co Ltd. wurde das Unternehmen 1977 verstaatlicht und ging in der British Shipbuilders Corporation auf, wo es als Falmouth Shiprepairers Ltd. weitergeführt wurde. Der Betrieb wurde 1985 wieder privatisiert und 1991 an die A&P Group verkauft, von der es bis heute ist als A&P Falmouth betrieben wird.